# 東北師範大学
東北師範大学（とうほくしはんだいがく、中国語: 东北师范大学、略称「東北師大」「東師」、英語: Northeast Normal University, NENU）は、中華人民共和国吉林省長春市南関区にある国家教育部直属の「211工程」による重点大学のひとつ。1946年の設立当初は「東北大学」と称し、中国共産党が東北地方に設立した最も重要な総合大学で、本部キャンパスのほかに、浄月キャンパスがある。

## 歴史
1946年に「東北大学」という名称で、佳木斯（ジャムス）に創設される。1946年、延安大学や華北連合大学（中国語: 华北联合大学：後の華北大学を経て北京外国語大学の前身のひとつ）から百名あまりの教員が「東北大学」に参加し、1948年に吉林大学（現在の吉林大学とは別）が合流、さらに1949年には、国立長春大学、国立東北大学（後に「東北工学院」を経て現在の「東北大学」）など（の一部）が、次々と合流し、「東北大学」は長春へ移転した。1950年4月、中華人民共和国の教育を発展させるため、東北人民政府は校名を分かりやすくするためとして校名を「東北師範大学」と改めた（同年、「国立東北大学」は「東北工学院」と改称）。その後、1958年に校名は「吉林師範大学」と変更されたが、1980年に再び「東北師範大学」に戻された。
1948年に長春に移った当初、当時の「東北大学」の校長だったのは、有名な将軍・張学良の弟である張学思であった（兄弟の父は張作霖）。このほか、教育家の張如心、成仿吾、丁浩川なども東北師範大学の前身校で校長や副校長を務めたことがある。
1971年7月から1977年9月まで、文化大革命の影響を受け、大学は業務を停止していた。再開後、最初の校長を務めたのは劉光であった。1998年からは史寧中が、2012年からは劉益春が校長である。
1995年以来、211工程に位置づけられ、重点的に拡充が進められる大学となっている。

## 現況
東北師範大学は当初から「211工程」において重点的に建設する師範大学と定められており、中国全土で56校の設立認可が下りた、大学院が重点化された大学のひとつである。24567人の在校生（うち本科生14365名、博士、修士の大学院生9478人、外国人留学生724人）がおり、1472名の教員（うち教授381名）が、22学院、59専攻（本科の専門）、151種の修士号、111の博士号、34種の1級修士号、22種の1級博士号、博士課程修了者の科学研究流動拠点12、教育博士の専門職博士号、17種の専門職修士号、国家レベルの重点学科（2級）5か所、「211工程」による重点学科建設項目8項目、吉林省が「十二五」プロジェクトにより定める、1級の優位性を特色とする重点学科21か所、などを担当している。現在、大学には2つの図書館があり、合わせて約326万冊の蔵書がある。
東北師範大学には中国科学院の会員（院士）1名、第三世界科学院アの会員（院士）1名、教育部による長江研究者の特別招聘の教授4名、客員教授1名、中国科学院の「百人計画」に選ばれた教授3人、教育部の「世紀をまたぐ / 新世紀」の優秀な人材計画に選ばれた教員25人、「国家級教学名師」2人などがいる。2004年、国務院は東北師範大学に「全国就業先進職場」を授与した。このほか、東北師範大学は何度も教育部の賞を獲得している。
このほか、東北師範大学には、附属中学校 (東北師範大学附属中学)、附属実験学校、附属小学校、附属幼児学園がある。

## 特色
- 教師教育
- 長期にわたり確固として初等教育教員を養成してきた。
- 「院系教授委員会制度」を率先して探求して創立した。

## 校章の意義の解釈
現在の東北師範大学の校章のデザインは、かつての校章の図案にあった「ペン先」、「五星」、「書籍」などを再構成したものである。校章の底部に見える3重の波線は「萌芽」を示すもので、小・中学校における教育を象徴しており、大学の設立趣旨である「初等教育への貢献」を具現化したものである。中段の開かれた書籍は、知識と文化の教育と伝承を象徴し、そのV字の形は英文の victory（勝利）も寓意している。上段の上向きの「ペン先」は、教育事業の発展、進取の精神を象徴している。色調は、藍と白の組み合わせを採っているが、藍色は世界の本源と希望、無限、理想、永久などを寓意し、白は純潔、高尚を象徴している。

## 学院（学部）組織構成

### 学院
- 教育科学学院
  - 教育学
  - 公共事業（教育）管理
  - 小学教育
  - 就学前教育
  - 心理学
- 政法学院
  - 思想政治教育
  - 法学
  - 社会学
  - 行政管理
  - 国際政治
- 経済学院
  - 経済学
  - 国際経済・貿易
  - 金融学
  - 財政学
- 商学院
  - 工商管理
  - 人事管理
  - マーケティング
  - 会計学
- 文学院
  - 中国文学
  - 新聞学（ジャーナリズム研究）
- 歴史文化学院
  - 歴史学
  - 観光管理
- 外国語学院
  - 英語
  - 日本語
  - ロシア語
  - 商業英語
- 音楽学院
  - 音楽学
  - 舞踊振付
- 美術学院
  - 美術学
  - 芸術設計
  - 彫刻
- 数学・統計学院
  - 数学・応用数学
  - 統計学
- 計算機科学・情報技術学院
  - 計算機科学・技術
  - 教育技術学
  - 図書館学
- 情報・ソフトウェア工程学院
  - ソフトウェア工程
- 物理学院
  - 物理学
  - 材料物理
  - 電気工程とその自動化
  - 電子情報科学・技術
- 化学学院
  - 化学
  - 応用化学
- 生命科学学院
  - 生物科学
  - 生物技術
- 都市・環境科学学院
  - 地理科学
  - 資源環境・都市計画管理
  - 地理情報系統
  - 環境科学
  - 生態学
- 体育学院
  - 体育教育
  - 運動訓練
  - 民族伝統体育
- メディア（中国語: 传媒）科学学院
  - 広告学
  - テレビ放送編集
  - テレビ放送ジャーナリズム
  - ラジオ放送と司会芸術
- マルクス主義学院
  - 哲学
- 留学生教育学院
  - 中国語

## 日本における協定校
- 東北師範大学は、日本の様々な大学と提携し、協力関係を持っているが、特に、1985年に姉妹校関係を締結した宮城教育大学との学術交流、留学生交換は最も深い関係とされている[6][7]。
- また、岡山大学は、2007年に長春事務所を東北師範大学キャンパス内に設けている[8]。

- 仙台大学
- 東京学芸大学
- 愛知教育大学
- 神戸市外国語大学
- 神戸親和女子大学
- 島根大学
- 広島大学

部局間協定
- 青森中央学院大学と人文学院
- 東北福祉大学と人文学院
- 淑徳大学と人文学院
- エリザベト音楽大学と人文学院

## 参考資料
1. ↑  現在の吉林大学の前身のひとつは、1946年に東北行政学院として、ハルビンで設立され、1958年に「吉林大学」と改称した旧・吉林大学であるが、ここで言及しているのは、吉林市で1946年4月に「吉林大学」として設立され、短期間だけ存在した大学のことである。
2. 1 2  “校史回顧”.   東北師範大学. 2013年9月17日時点のオリジナルよりアーカイブ。2012年7月11日閲覧。
3. ↑  “張如心：首提“毛澤東同志的思想”的理論工作者”.   YuwenWei.net (2009年8月30日). 2012年7月11日閲覧。
4. ↑  “1958年東北師範大学歴史事件”.   東北師範大学. 2012年7月11日閲覧。
5. ↑  “東北師範大学簡介”.   新華网 (2005年11月30日). 2012年7月11日閲覧。
6. ↑  “東北師範大学”.   中国国際放送局/China Radio International.CRI. (2009年1月21日). 2012年7月11日閲覧。
7. ↑  “宮城教育大学から海外への留学 東北師範大学”.   宮城教育大学. 2012年7月11日閲覧。
8. ↑  “東北師範大学訪問(2007.7.31--8.3)報告レポート”.   岡山大学. 2012年7月11日閲覧。